# 버트 우드러프

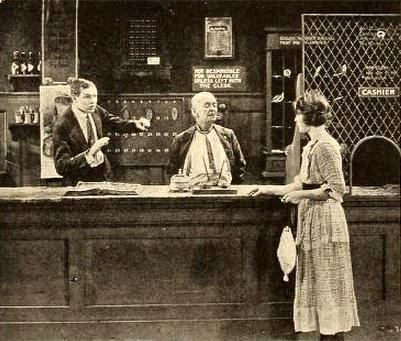

버트 우드러프(Bert Woodruff, 1856년 4월 29일 ~ 1934년 6월 14일)는 미국의 배우이다.
피오리아에서 태어났으며 로스앤젤레스에서 사망하였다.

## 영화
- 스피디 (1928년)
- 씨 호크 (1924년)